# ناحية مركز السفيرة
ناحية مركز السفيرة إحدى نواحي سوريا تتبع إداريّاً لمحافظة حلب منطقة السفيرة ومركزها مدينة السفيرة، بلغ تعداد سكان الناحية 132,658 نسمة حسب التعداد السكاني لعام 2004.

## بلدات وقرى ناحية مركز السفيرة
أبو دريخة، أبو جرين، عقربة، عقربوز،  السفيرة ، بيدورة، برج الرمان، عين سابل، العميرية، فجدان، حبشية، حكلة، حويجينة، جفرة الحص، جلاغيم، جلغوم، جنيد، مصيدة، قبتين، قصير الورد، رضوانية، ريان، صماد، تل إصطبل، طاط، تركان، أم عامود، أم العمد، زعلانة، زنيان، المحطة الحرارية.